# Мархалівська сільська рада
| Мархалівська сільська рада — орган місцевого самоврядування у Васильківському районі Київської області з адміністративним центром у с. Мархалівка. Сільській раді підпорядковані населені пункти: - с. Мархалівка - с. Зайців |

## Склад ради
Рада складається з 18 депутатів та голови.

### Керівний склад ради
| ПІБ                           | Основні відомості                                                                       | Дата обрання | Дата звільнення |
| ----------------------------- | --------------------------------------------------------------------------------------- | ------------ | --------------- |
| Петренко Володимир Васильович | Сільський голова, 1956 року народження, освіта, безпартійний                            | 26.03.2006   | 31.10.2010      |
| Петренко Володимир Васильович | Сільський голова, 1956 року народження, освіта середня спеціальна, член Партії регіонів | 31.10.2010   |                 |

Примітка: таблиця складена за даними джерела